# Hohenjesar
Hohenjesar ist ein Ortsteil der Gemeinde Zeschdorf im Landkreis Märkisch-Oderland in Brandenburg und liegt am Hohenjesarscher See.

## Geschichte
Erstmals wird der Ort in einer Urkunde von 1308 als Tidikinus de Geser erwähnt und kommt in der Frühzeit verschiedenen Schreibformaten vor. Im Jahre 1537 erscheint das Dorf als Gutsort der Herren von Burgsdorff, einem einflussreichen mittelmärkischen Adelsgeschlecht. Viele Zeiten wird Treplin als nicht kreistagsfähiges Gut als Zubehör geführt, die Gutsbesitzer wohnen in Hohenjesar.
Im erstmals amtlich publizierten Generaladressbuch der Ritterguts- und Gutsbesitzer für das Königreich Preußen, Provinz Brandenburg, wird Hohenjesar als Rittergut mit 894 ha ausgewiesen, davon 417 ha Wald. Besitzer ist Conrad von Burgsdorff. Zum Betrieb gehört eine Brennerei.
Rittergutsbesitzer war dann später Oberst Karl von Burgsdorff (1824–1880). Er gehörte auch dem traditionsreichen Johanniterorden an. Auch sein Nachfolger auf Hohenjesar, Carl August Albrecht Conrad von Burgsdorff, war Johanniterritter. Ihm folgte zum Schluss der Nachfahre, Major Joachim von Burgsdorff (1892–1986) mit seiner zweiten Ehefrau Renata, geborene von Zastrow-Schadewalde (1894–1974). Burgsdorff gehörten ebenso der Schloßhof Garath am Rhein, Treplin sowie Altzeschdorf.
Vor Wirtschaftskrise 1929/1930 betrug die Größe für den brandenburgischen Besitz 1520 ha. In den Ställen standen 1600 Schafe, 300 Schweine und 140 Stück Rindvieh. Als Verwalter zeichnete Administrator Engemann verantwortlich, was dafür spricht, dass dies als Auflage eines Kreditunternehmens, zumeist einer Ritterschaftsbank, vorlag. Die Familie vor Ort vertrat damals zwischenzeitlich die Witwe Frieda von Burgsdorff-Burgsdorff.
Die Eingemeindung von Hohenjesar nach Alt Zeschdorf fand 1931 statt.

### Einwohnerentwicklung
| Jahr          | 1875 | 1890 | 1910 | 1925 |
| Einwohnerzahl | 251  | 247  | 187  | 237  |

## Kultur und Sehenswürdigkeiten

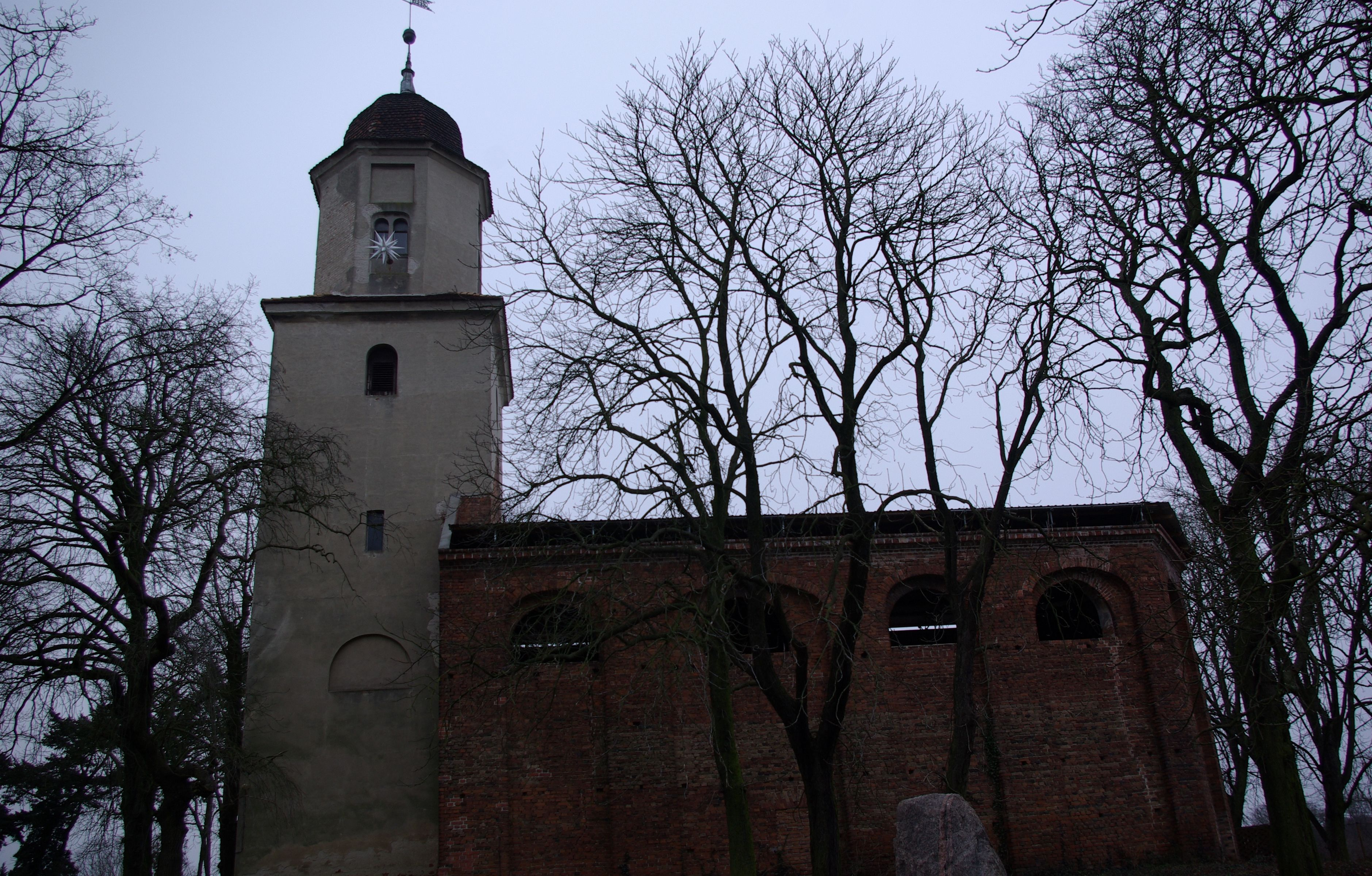
Die Kirche

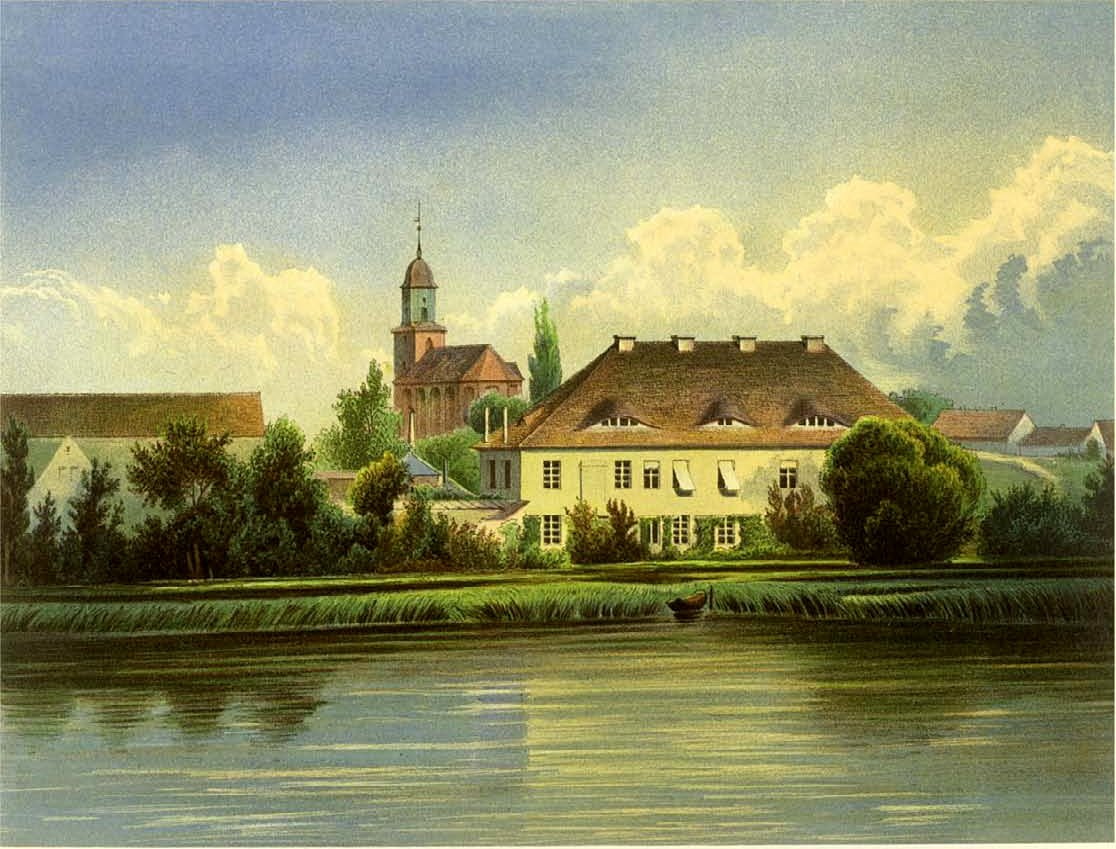
Schloss Hohenjesar um 1860, Sammlung Alexander Duncker

### Kirche
Die Burgsdorff, wie erwähnt seit 1537 ansässig, ließ die stattliche Dorfkirche Hohenjesar von 1721 bis 1723 als barocken Backsteinbau bauen. Die beiden Glocken im Turm waren mittelalterlich, eine aus der Wende vom 13. zum 14. Jahrhundert wurde 1942 abgeliefert, blieb jedoch erhalten. 1945 wurde Turm und Schiff durch Granatenbeschuss beschädigt. Nach Kriegsende wurde durch den Bürgermeister eine Restaurierung verhindert, indem er dafür gespendetes Baumaterial für andere Zwecke verwenden ließ. Das Schloss wurde zerstört.

### Museum
DDR-Zweirad-Museum von D. Pasenau, in dem Privatmuseum sind rund 50 Zweirad-Oldtimer aus DDR-Zeiten ausgestellt (komplette Typen-Paletten aus dem Simson-Werk in Suhl und des VEB Industriewerk Ludwigsfelde)